# アゼラスチン
アゼラスチン（Azelastine）は、オプティバール（Optivar）などの商品名で販売されている主にアレルギー性鼻炎（花粉症）を治療するための点鼻スプレー薬、または、アレルギー性結膜炎の目薬として使用される医薬品である。この他に、喘息や皮膚の発疹の治療にも用いられ、その投与法は経口である。日本での商品名はアゼプチン。薬効の発現は、目薬の場合は数分以内、点鼻薬の場合は1時間以内である。効果は最大12時間持続する。日本では錠剤のみが承認されている。 
一般的な副作用には、頭痛、眠気、味覚の変化、喉の痛みなどがあげられる。妊娠中または授乳中の人への使用が安全かどうかは不明確である。
アゼラスチンは第二世代の抗ヒスタミン薬であり、その作用機序はヒスタミンを含む多くの炎症性メディエーターの放出を阻害することにより効果がある。 
アゼラスチンは1971年に特許認可され、1986年に医薬品として使用されるようになった。後発医薬品として入手できる。2019年時点のイギリスの国民保健サービスにかかる費用は、22mLのボトル1本約10.50ポンドである。米国での卸売価格は22mLのボトル1本約8.40米ドルである。

## 効能・効果
- 気管支喘息
- アレルギー性鼻炎
- 蕁麻疹、湿疹・皮膚炎、アトピー性皮膚炎、皮膚瘙痒症、痒疹

## 副作用
重大な副作用は知られていない。
0.1～5%に、眠気、倦怠感、口渇、悪心・嘔吐、苦味感、味覚異常が生じる。
アゼラスチンは、成人および小児のアレルギー性鼻炎患者において、安全かつ良好な忍容性を示す。苦味、頭痛、鼻灼け、眠気が最も頻繁に報告される有害事象である。米国の処方勧告では、アルコールおよび／または他の中枢神経系抑制剤の同時使用が警告されているが、現在まで、アゼラスチン点鼻薬の中枢神経系への影響を評価した研究はない。最近の研究では、プラセボ投与と比較して同程度の傾眠（約2％）が認められている。
鼻腔スプレーの抗ヒスタミン薬（アゼラスチン製剤を含む）で無嗅覚症が起こる可能性がある。

## 作用機序
1. 細胞内へのカルシウム流入抑制作用、5-リポキシゲナーゼの阻害作用、細胞内サイクリック AMP 上昇[14]作用、細胞膜安定化作用等により、肺組織、好中球、好酸球からのロイコトリエンC4、D4、B4の産生・遊離を抑制する。また、ロイコトリエンC4、D4の回腸及び気管支筋の収縮作用、ロイコトリエン B4の好中球遊走作用を抑制する[15][16][17][18]。
2. 好塩基球および肥満細胞からのヒスタミンの遊離を抑制し、気管筋、回腸を用いた収縮反応において抗ヒスタミン作用を示す[18][19][20][21][22]。
3. 本薬は、ロイコトリエンB4による好中球の遊走、PAFによる好酸球の遊走・浸潤を抑制する。また好中球からの活性酸素の産生を顕著に抑制する[17][23][24]。

- モルモット及びラットの受身皮膚アナフィラキシー（PCA）反応、ロイコトリエン、PAF、ヒスタミン吸入によるモルモットの実験的喘息、イヌの実験的アレルギー性鼻炎、モルモットのアルサス反応（III型アレルギー反応）を低用量の経口投与で持続的に抑制する[25][26][27][28]。
- 気道・鼻粘膜過敏性測定試験において、喘息患者およびアレルギー性鼻炎患者の気道・鼻粘膜の過敏性を低下させることが確認されている[29][30]。

## 薬物動態
アゼラスチンの全身バイオアベイラビリティは、鼻腔内投与で約40％、経口投与で約95%である:14。最大血漿濃度（Cmax）は鼻腔内投与で2-3時間以内に、経口投与で約6時間:13で観察される。排泄半減期は22時間、定常分布容積は14.5l/kg、血漿クリアランスは0.5l/h/kgである（静脈内投与および経口投与のデータに基づく）。また、経口投与量の約75％が糞便中に排泄される。経口投与したアゼラスチンの薬物動態は、年齢、性別、肝障害の影響を受けない。
アゼラスチンは、シトクロムP450ファミリーによって酸化的に代謝され、N-デスメチルアゼラスチン（活性あり）と2つの不活性酸化代謝物（オキソ体と水酸化体）に変化する:16。